# The Butterfly Effect
The Butterfly Effect — четвёртый альбом португальской метал-группы Moonspell, вышедший в 1999 году.
Название альбома отсылает к концепции «эффекта бабочки» из теории хаоса. Как и на Sin/Pecado, на этом альбоме группа экспериментировала со звучанием, сочетая гитарный метал и синтезаторные эффекты. Критики отмечали влияние альбомов Tiamat Wildhoney и A Deeper Kind of Slumber.

## Список композиций
| №                   | Название                     | Длительность |
| ------------------- | ---------------------------- | ------------ |
| 1.                  | «Soulsick»                   | 4:16         |
| 2.                  | «Butterfly FX»               | 3:51         |
| 3.                  | «Can’t Bee»                  | 5:11         |
| 4.                  | «Lustmord»                   | 3:44         |
| 5.                  | «Self Abuse»                 | 3:44         |
| 6.                  | «I Am The Eternal Spectator» | 3:31         |
| 7.                  | «Soulitary Vice»             | 3:27         |
| 8.                  | «Disappear Here»             | 3:33         |
| 9.                  | «Adaptables»                 | 3:00         |
| 10.                 | «Angelizer»                  | 4:27         |
| 11.                 | «Tired»                      | 5:23         |
| 12.                 | «K / O Mal De Cristo»        | 12:40        |
| Общая длительность: | Общая длительность:          | 57:21        |

## Участники записи
- Фернанду Рибейру — вокал
- Рикарду Аморим — гитара
- Сержиу Крестана (порт. Sérgio Crestana) — бас-гитара
- Педру Пайшан — клавишные, семплы
- Мигел Гашпар — ударные
- Оли Албергария Савилл (Oli Albergaria Savill) — сессионный музыкант